# Flugplatz Rosières-en-Santerre

i7
i11
i13
Das Aérodrome de Rosières-en-Santerre war ein Militärflugplatz während beider Weltkriege in Frankreich. Er lag in der heutigen Region Hauts-de-France im Département Somme auf dem Gebiet der Gemeinden Maucourt und Méharicourt, zirka drei Kilometer östlich von Rosières-en-Santerre. Während des Zweiten Weltkrieges diente er als Militärflugplatz.

## Geschichte
Im Ersten Weltkrieg nutzte die deutsche Fliegertruppe ein Areal nördlich von Maucourt, das auch nach diesem benannt wurde, als Feldflugplatz.
Das (englisch) Rosières-en-Santerre Airfield wurde 1939 im Vorfeld des Zweiten Weltkrieges für die Royal Air Force (RAF) zur Unterstützung des British Expeditionary Force angelegt. Die RAF errichtete drei jeweils etwas über 1600 m lange und 50 m breite Start- und Landebahnen, zwei sich kreuzende zwischen Méharicourt und Maucourt und die dritte nördlich dieser. Zwischen Ende August 1939 und Februar 1940 lag hier eine Flugabwehrkompanie der Französischen Luftstreitkräfte und Mitte Oktober nahm die RAF den Flugbetrieb auf. Der Flugplatz wurde Stützpunkt des 70. Geschwaders, dem zwei Staffeln Blenheim, die 57. und 185. Squadron, unterstellt waren.
Nach Beginn des Westfeldzugs der deutschen Wehrmacht evakuierten die Briten Rosières-en-Santerre Mitte Mai 1940. Die Luftwaffe übernahm das Areal und nutzte es in der folgenden Luftschlacht um England als Bomber-Stützpunkt. Hauptnutzer in dieser Zeit war bis Juni 1941 das mit He 111H ausgerüstete Kampfgeschwader 1, zunächst zwischen Juni und September 1940 vom Stab und der III. Gruppe und von Juni bis November der II. Gruppe. Letztere war von März bis Juni 1941 erneut in Rosieres stationiert, als das KG 1 an die Ostfront verlegt wurde. Im folgenden Juli lag hier dann für zwei Wochen die II. Gruppe des Kampfgeschwaders 4.
Zwischen Oktober 1943 und dem Beginn der alliierten Invasion in der Normandie Anfang Juni 1944 war Rosières dann, mit zweimonatiger Unterbrechung von März bis Mai, Operationsbasis der mit der Fw 190A ausgerüsteten I. Gruppe des Schnellkampfgeschwaders 10 (I./SKG 10). Diese nahm von hier aus am Unternehmen Steinbock teil. Der letzte hier liegende Luftwaffenverband war in der ersten Augusthälfte die III. Gruppe des Jagdgeschwaders 26, die mit der Bf 109G ausgerüstet war.
Im Spätsommer 1944 wurde Rosières durch die Alliierten befreit. Ab Anfang Februar 1945 lag auf dem Advanced Landing Ground ALG B-87, so seine alliierte Codebezeichnung, ein Mosquito FB.VI Geschwader, das 140. Wing, der RAF, dem je eine britische, australische und neuseeländische Staffel (21., 464. und 487. Squadron) unterstanden und das Mitte April nach Melsbroek verlegte.
Zuletzt lagen hier, bereits nach dem Ende des Krieges in Europa, von Ende Mai bis Anfang November 1945 die Martin B-26 der 387th Bombardment Group der Ninth Air Force der United States Army Air Forces. Der Flugplatz wurde kurz darauf geschlossen.
Heute sind nur noch Reste der ehemaligen Rollbahnen als Teil des örtlichen Straßennetzes erhalten und das Areal wird längst wieder landwirtschaftlich genutzt.